# Zijevanje
Zijevanje je vrsta refleksa koji se ojedinjava sljedeće radnje: udisanje zraka, rastezanje bubnjića, i izdisanje zraka.
Zijevanje je povezano s umornošću, pospanošću, naprezanjem, glađu, dosadom, i kroz razne studije veze su nađene s hlađenjem mozga. Rabljenje zijevanja kao psihološke radnje još nije do kraja rastumačeno, iako postoji 20-ak teorija oko korištenja zijevanja.
Kod mnogih sisavaca, zijevanje se obično pojavljuje prije spavanja, ili kod obavljanja monotonih aktivnosti. Zijevanje je radnja koja ima i zaraznu kvalitetu: primjerice osobe ili životinje koje vide zijevanje u mnogim slučajevima same zijevaju iako nisu pospane ili nisu obavljale monotonu radnju. . Ovo zarazno zijevanje je povezano s pozitivnom povratnom vezom. Zarazno zijevanje od ljudi je moguće prenijeti na druge vrste životinja.